# Louis Mourier
Pour les articles homonymes, voir Mourier.
Louis Mourier, né le 8 octobre 1873 à Vézénobres (Gard) et mort le 20 février 1960 à Paris (Seine), est un médecin et homme politique français

## Biographie
Louis Frédéric Mourier est docteur en médecine dans son village natal de Vézénobres. Il est directeur de l'Assistance publique à Paris de 1920 à 1938 et mène une politique active de construction de nouveaux hôpitaux et de modernisation des infrastructures obsolètes de la région parisienne. Cet investissement personnel dans cette fonction lui vaut d'être élu à l'Académie de médecine. Après avoir quitté son poste en 1938, il devient sénateur. Il fait adopter au début de la « drôle de guerre » une loi sur l'affectation des mobilisés qui reprend les principes de la « loi Mourier » de 1917. La loi Mourier officialise le principe de l'affectation à l'arrière  des soldats pères de quatre enfants et plus et des classes présentes au front les plus âgées. Il vote en juillet 1940 les pouvoirs constitutionnels au maréchal Pétain, puis se retire de la vie politique.

## Fonctions ministérielles
- Sous-secrétaire d'État à l'Administration de l'Armée du 12 septembre au 16 novembre 1917 dans le gouvernement Paul Painlevé (1).
- Sous-secrétaire d'État au Service de Santé du 5 février 1918 au 20 janvier 1920 dans le gouvernement Georges Clemenceau (2).

## Mandats
- Député radical du Gard de 1914 à 1924.
- Président du conseil général du Gard de 1918 à 1940.
- Sénateur du Gard de 1939 à 1940.
- Conseiller général du canton de Vézénobres de 1905 à 1940.

### Sources
- « Louis Mourier », dans le Dictionnaire des parlementaires français (1889-1940), sous la direction de Jean Jolly, PUF, 1960 [détail de l’édition]